# Observatoire George
L'observatoire George, également connu sous le nom d'Observatoire de Needville, est situé dans le parc d'état Brazos Bend (en), près de Sugar Land au Texas. Il dépend du musée des sciences naturelles de Houston. Cet observatoire astronomique possède trois télescopes sous dôme. Le plus grand est le télescope de recherche Gueymard, d'un diamètre de 36" (90 cm). Il est avant tout destiné à la sensibilisation du public ; il comprend un Challenger Learning Center pour l'éducation aux sciences spatiales et possède également une exposition de météorites. 
L'observatoire George est ouvert au public le samedi soir et est disponible sur réservation le vendredi soir pour des groupes de 30 personnes ou plus.
Les astronomes amateurs installent souvent leurs télescopes portatifs lors des nuits d'observation et le public peut alors observer gratuitement. Les astronomes locaux ont déjà découverts plus de 410 astéroïdes à l'aide des instruments de l'observatoire. Le Centre des planètes mineures lui attribue la découverte de 221 astéroïdes entre 1996 et 2010 sous le nom Needville.
L'observatoire est construit sur un terrain surélevé qui n'est jamais inondé, bien que l'accès en soit coupé à de rares occasions de très haut niveau d'eau. L'observatoire a lancé un débat sur l''éclairage extérieur' dans le comté de Fort Bend car les habitations et les commerces situés près du parc sont incités à réduire leurs éclairages extérieurs nocturnes pour éviter que la pollution lumineuse n'interfère avec l'usage des télescopes.
| Astéroïdes découverts : 221 |                  |
| (29391) Knight              | 17 juin 1996     |
| (33994) Regidufour          | 26 juillet 2000  |
| (41986) Fort Bend           | 29 décembre 2000 |
| (57567) Crikey              | 14 octobre 2001  |
| (58535) Pattillo            | 16 février 1997  |
| (63387) Brazos Bend         | 29 avril 2001    |
| (70995) Mikemorton          | 6 décembre 1999  |
| (78221) Leonmow             | 18 juillet 2002  |
| (85471) Maryam              | 4 juin 1997      |
| (95219) Borgman             | 8 février 2002   |
| (97472) Hobby               | 6 février 2000   |
| (111696) Helenorman         | 8 février 2002   |